# Corsia haianjensis
Corsia haianjensis ist eine blattgrünlose Pflanzenart aus der Familie der Corsiaceae.

## Merkmale
Wie alle Arten der Gattung hat auch Corsia haianjensis die Photosynthese aufgegeben und bildet dementsprechend kein Chlorophyll mehr. Stattdessen lebt sie myko-heterotroph von einem Pilz.
Corsia haianjensis ist eine ausdauernde Pflanze, die nur zur Blütezeit oberirdisch wächst. Aus dem Rhizom sprießt dann ein bis zu 12 Zentimeter langer, rötlich fleischfarbener und von vier oder fünf Riefen kantiger Stängel. Das Blattwerk ist spitz, 7 bis 10 Millimeter lang, die fünf Nerven sind rötlich fleischfarben. Die Tragblätter sind den Laubblättern gleich.
Die aufrechten Einzelblüten sind blasspurpurn mit dunkelpurpurnen Streifen, endständig und stehen an Blütenstielen, die 8 bis 10 Millimeter lang sind. Von den sechs Blütenblättern (je drei Tepalen in zwei Blütenblattkreisen) sind fünf lanzettlich-linealisch, spitz, 4 bis 5 Millimeter lang und 1 Millimeter breit, dreinervig und glatt. 
Das oberste sechste, das sogenannte Labellum, ist rötlich fleischfarben, herzförmig, zugespitzt und stark vergrößert (rund 9 Millimeter lang und 8,5 Millimeter breit), sein Ansatz ist herzförmig. Von der an der Spitze gegabelten Mittelrippe gehen acht oder neun Seitenrippen zu jeder Seite ab. Der Kallus ist pfeilspitzenförmig, 4 Millimeter lang und 4 Millimeter breit, spitz, an seiner Spitze fein papillös und verschmilzt an seinem Ansatz mit dem Ansatz des Labellums. Vom Kallus gehen sechs bis acht am Ansatz behaarte lamellenförmige Nebenkalli ab. 
Am Ansatz ist das Labellum direkt mit dem rund 1 Millimeter langen Gynostemium verwachsen. Die freien Staubfäden sind 1,5 Millimeter, die Staubbeutel 0,7 Millimeter lang. Der Griffel ist 2 Millimeter, der glatte Fruchtknoten 8 bis 10 Millimeter, die dunkelbraune Kapselfrucht 2 Zentimeter lang. 

## Verbreitungsgebiet
Corsia haianjensis ist nur einmal auf 1500 Meter Höhe auf dem Mount Haianja auf der Insel Guadalcanal von den Salomoneninseln aufgesammelt worden.

## Systematik
Corsia haianjensis wurde 1972 von Pieter van Royen erstbeschrieben und steht insbesondere Corsia clypeata und Corsia boridiensis nahe. Sie wird wie diese in der Sektion Sessilis platziert, da das Labellum direkt mit dem Gynostemium verwachsen ist. 

## Nachweise
- P. Van Royen: Sertulum Papuanum 17. Corsiaceae of New Guinea and surrounding areas. In: Webbia. 27: 223–255, 1972